# لهله‌تپه

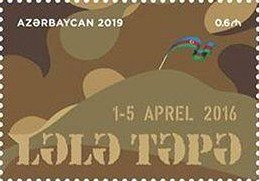

لهله‌تپه (ترکی آذربایجانی: Lələ Təpə, Lalə İlahi Təpə) تپه ای با ارتفاع ۲۷۱٫۱ متر است، که در فاصله ۲٫۹ کیلومتری روستای جوجوق مرجانلی شهرستان جبراییل، از توابع بخش قره‌باغ کوهستانی جمهوری آذربایجان قرار دارد.

## اطلاعات کلی
از آنجا که از موقعیت راهبردی مهمی برخوردار است، لهله‌تپه در جریان جنگ قره‌باغ، یعنی ۱۱ تا ۱۲ فوریه سال ۱۹۹۴ صحنه نبردهای شدیدی بین نیروهای مسلح جمهوری آذربایجان و ارمنستان شده‌است.
این درگیری‌ها به تصرف تپه توسط ارمنستان انجامید. ارتش آذربایجان در طی درگیری‌های ۲۰۱۶ جمهوری آذربایجان و ارمنستان در آوریل این منطقه مهم را بازپس‌ گرفت.